# Comité international d'histoire des prix
Le comité international d'histoire des prix a été créé en 1929 par William Beveridge et Edwin Francis Gay grâce à un financement de cinq ans octroyé par la fondation Rockefeller. Les différents responsables nationaux en étaient, en dehors des deux directeurs, à la tête respectivement des enquêtes anglaises et américaines, Moritz John Elsas pour l'Allemagne, Earl J. Hamilton pour l'Espagne, Henri Hauser pour la France et Alfred Francis Přibram pour l'Autriche, auquel s'adjoignirent ensuite Franciszek Bujak pour la Pologne et Nicolaas Wilhelmus Posthumus pour les Pays-Bas, tandis que Arthur H. Cole était lui responsable des finances de l'ensemble du projet.
Cette entreprise, qui marquait la volonté de dépasser, dans le domaine de l'histoire des prix, les sommes individuelles antérieures d'un Thorold Rogers ou d'un d'Avenel, s'inscrivait par ailleurs dans le cadre d'un intérêt général, à l'époque, pour cette thématique, dont témoignent par exemple les recherches, au même moment, de François Simiand, Ernest Labrousse et Wilhelm Abel.

## Œuvres
- Hamilton (Earl J.), American Treasure and the Price Revolution in Spain (1501-1650), 1934.
- Hamilton (Earl J.), Money, Prices and Wages in Valencia, Aragon and Navarre (1351-1500), 1936.
- Hauser (Henri), Recherches et documents sur l’histoire des prix en France de 1500 à 1800, 1936.
- Elsas (Moritz John), Umriß einer Geschichte der Preise und Löhne in Deutschland vom ausgehenden Mittelalter bis zum Beginn des 19. Jarhunderts, 3 vol. en 2 t., 1936-1949.
- Přibram (Alfred Francis), Materialien zur Geschichte der Preise und Löhne in Österreich, 1938.
- Cole (Arthur Harrison), Wholesale Commodity Prices in the United States 1700-1861, 1938.
- Beveridge (William H.) dir., Prices and Wages in England from the 12th to the 19th Century, 1939.
- Posthumus (Nicolaas), Nederlandsche Prijsgeschiedenis, 2 t., 1943-1964.
- Hamilton (Earl J.), War and Prices in Spain (1651-1800), 1947.